# Loch Garten

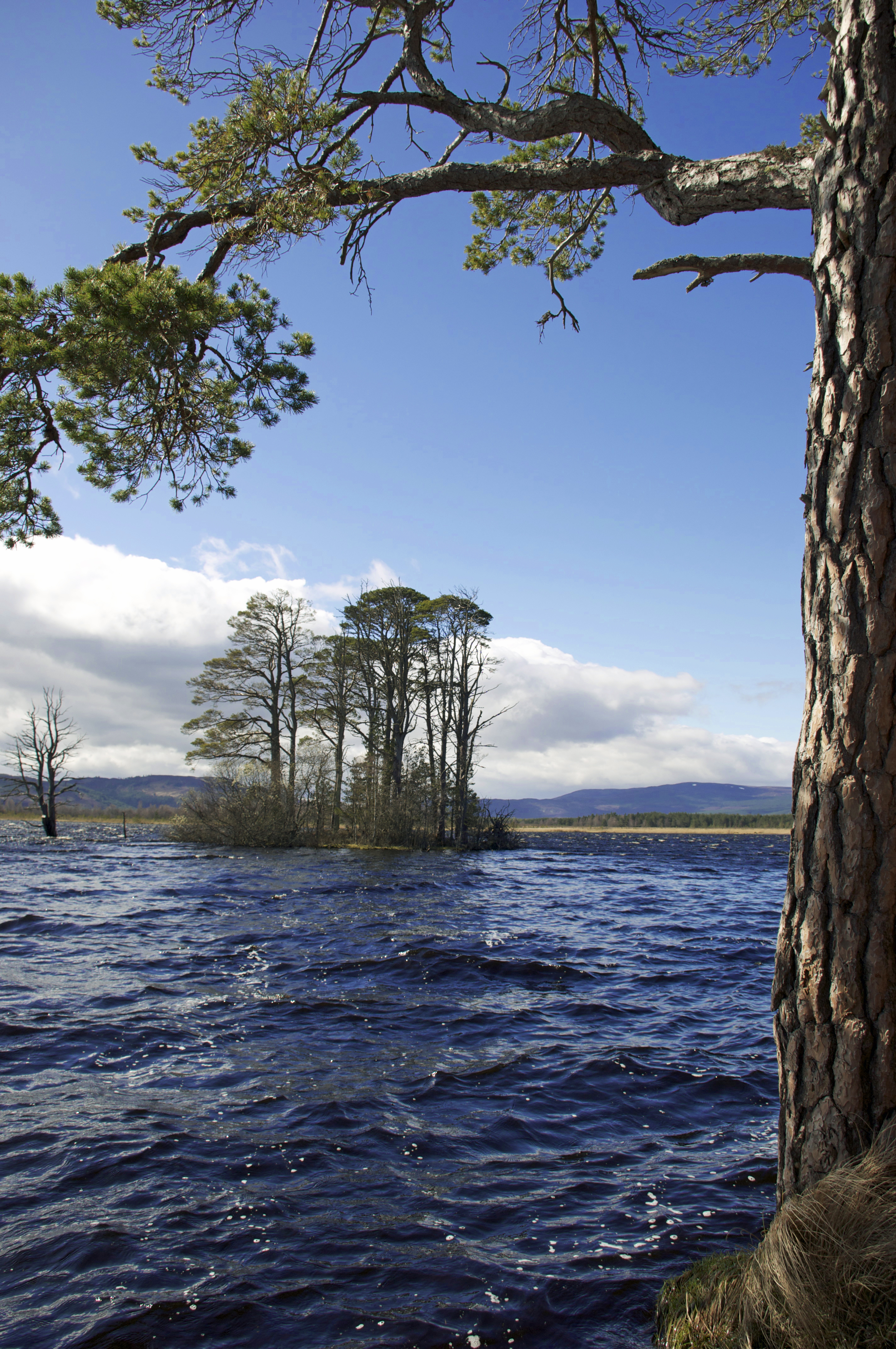
Loch Garten

Loch Garten (gaélique écossais: Loch a' Ghartain) est un important loch d'eau douce des Highlands près de Boat of Garten, dans la région de Strathspey dans le parc national de Cairngorms, en Écosse. Il est entouré par les grands pins de la forêt d'Abernethy, une grande aire adjacente au loch et qui constitue une réserve naturelle pour la RSPB. Le loch est connu pour sa population de Balbuzards pêcheurs à laquelle Boat of Garten doit son surnom du "village des balbuzards".
Le balbuzard disparait de Grande-Bretagne au début du XXe siècle à la suite des comportements humains hostiles à l'espèce du XIXe siècle. Toutefois, en 1954 deux reproducteurs venus de Scandinavie arrivent par leurs propres moyens dans le pays, et nichent dans la forêt près du loch. Petit à petit l'espèce recolonise l'Écosse et la RSPB et d'autres organisations participent à faciliter ce développement (ce qui n'est pas une tâche facile au regard des collectionneurs d'œufs et autres irresponsables). La réserve est acquise par la RSPB qui surveille de près les nids. Récemment une cache d'observation est bâtie près du nid pour que les visiteurs puissent facilement observer cet oiseau. Cet abri dispose d'un télescope et autres instruments comme des écrans de télévision permettant de bien voir les jeunes et leurs parents.
Les balbuzards ne sont pas les seuls animaux que l'on trouve à Loch Garten. Les Grands tétras, bien que difficiles à voir, vivent dans certaines parties de la réserve et on peut les voir dans leur aire de parade au printemps. L'Écureuil roux peut être observer très facilement autour de l'abri, notamment sur les mangeoires qui leur sont destinés. de plus petits oiseaux comme les chardonnerets, les Pinsons des arbres (en grand nombre) et les Pics épeiches sont aussi facilement visibles. La Mésange huppée et le Scottish crossbill sont plus difficiles à observer. Des Canards siffleurs vivent sur le loch.